# Dietrich Schäfer
Dietrich Schäfer (né le 16 mai 1845 à Brême - mort le 12 janvier 1929 à Berlin) est un historien et professeur allemand.
En 1877, il devient professeur d'histoire à l'université d'Iéna, à celle de Breslau en 1885, celle de Tübingen en 1888, celle de Heidelberg en 1896 puis exclusivement à celle de Berlin en 1903.

## Œuvres
- Geschichte des siebenjährigen Krieges, 1874
- Die Hansestädte und König Waldemar von Dänemark, 1879
- Die Hanse, 1903
- Die deutsche Hanse, 1914